# La pastorella nobile
La pastorella nobile (título original en italiano; en español, La pastorcilla noble) es una commedia per musica en dos actos con música de Pietro Alessandro Guglielmi y libreto de Francesco Saverio Zini. Se estrenó en el Teatro del Fondo de Nápoles el 15 de abril de 1788. 
Dedicada al soberano del Reino de Nápoles Fernando IV, fue la ópera que inauguró la temporada operística en el Teatro del Fondo en aquel año. La obra teatral fue un gran éxito desde su estreno y siguió siendo representada durante varios años en los teatros italianos y extranjeros: en el año 1790-1 alcanzó París y luego en Dresde, Londres y Lisboa.
Después de cinco años, durante el carnaval del año 1793, la ópera fue repuesta en el Teatro Ducal de Massa como dramma giocoso per musica.